# فرشته‌ماهی هرالد
فرشته‌ماهی هرالد (نام علمی: Centropyge heraldi) نام یک گونه از سرده فرشته‌ماهی‌های کوتوله است.